# Marko Skejo Vukić
 Marko Skejo Vukić (Tolisa, 19. rujna 1949. – 2006.) hrvatski je i bosanskohercegovački pjesnik i pisac.

## Životopis
Rođen je u selu Tolisa, Županija Posavska, Bosna i Hercegovina, gdje je završio osnovnu školu, osmogodišnju je završio u Orašju, a ugostiteljsku u Brčkom. Sve do 2000. godine bavio se ugostiteljstvom.
Pisanjem se bavio od školskih dana. Bio je osnivač i voditelj "Toliških večeri poezije" (1979-1999). Objavio je nekoliko zbirki pjesama: «Posavski motivi» zaj. zbirka pjesama (1990), «Ratni posavski motivi» sam. zbirka pjesama (1992), «Terra tolis na vjetrometinama života» sam. zbirka pjesama (1994), «Nek' zvone zvona» sam. zbirka pjesama (1997), «Sinovima oluja» zaj. zbirka pjesama (1998), «Izvor na dnu duše» zaj. zbirka pjesama Hrvata izvan Hrvatske.  
Bio je jedan od organizatora obrane i sudionik svih odlučujućih bitaka za očuvanje slobodnog i neokupiranog dijela Bosanske Posavine (tzv. Oraški džep). Tijekom Domovinskog rata je obnašao mnoge odgovorne dužnosti u ZP Orašje HVO-a. Također, bio je i pričuvni bojnik HVO-a. 

## Djela
- Ratni posavski motivi (pjesme, 1992.)
- Terra Tolis na vjetrometinama života (pjesme, 1994.)
- Nek zvone zvona (pjesme, 1997.)

## Vanjske poveznice
- Terra Tolis